# Ястребичи
Я́стребичи (укр. Яструбичі) — село в Радеховской городской общине Шептицкого района Львовской области Украины.
Расположено на реке Западный Буг, в 28 км от города Радехова, в 7 км от железнодорожной станции Сосновка, на линии Львов—Ковель.
Имеется автобусное сообщение с г. Шептицкий, расположенного в 13 км.
Вдоль южной границы течёт р. Западный Буг: от юго-востока на северо-запад. Рядом имеются малые речки: Пересика, Кравец, Золотва. Другие речки, некогда образовывающие густую водяную сеть на северо-востоке Буга, а также озерца и болота — высохли. Роднички с чистой питьевой водой, исчезли или стали непригодными для питья, вследствие тотальной химизации земледелия.
Поверхность в районе села плоская, равнинная. Ястребичи расположены в зоне так называемого «Малого Полесье». Климат умеренный, с достаточным, а в некоторые годы, избыточным увлажнением (500 — 9000 мм). Зима мягкая, иногда с длительными оттепелями и неустойчивым снежным покровом, лето нежаркое, средняя температура июля 18-20°С, с частыми похолоданиями, затяжными дождями. Местные почвы разнообразны: супеси, чернозёмные почвы, местами глинистые, но преобладает плодородная торфянистая почва, легко выветривающийся.
Южная часть территории лесистая.

## История
Близ Ястребичей в урочище Белая гора обнаружено поселение эпохи ранней бронзы (конец III — середина II тысячелетия до н. э.).
Первое письменное упоминание о Ястребичах обнаружено в исторических документах 1519 г. В период правления Польши с. Ястребичи в конце лета 1920 на непродолжительное время освободили части I Конной Армии. В 1930 местные жители подверглись пацификации.
В с. Ястребичи находится памятник архитектуры местного значения — церковь Св.арх. Михаила (1758 г.).